# Osborne Apartments
El Osborne Apartments  es un edificio de apartamentos histórico ubicado en Nueva York, Nueva York. El Osborne Apartments se encuentra inscrito como un Hito Histórico Neoyorquino en la Comisión para la Preservación de Monumentos Históricos de Nueva York al igual que en el Registro Nacional de Lugares Históricos desde el 22 de abril de 1993. James E. Ware fue el arquitecto del Osborne Apartments.

## Ubicación
El Osborne Apartments se encuentra dentro del condado de Nueva York en las coordenadas 40°45′56″N 73°58′51″O / 40.765556, -73.980833.